# Tchouktche
Cet article concerne la langue tchouktche. Pour le peuple tchouktche, voir Tchouktches.
Le tchouktche est une langue paléo-sibérienne de la famille des langues tchouktches-kamtchadales parlée par les Tchouktches, un peuple originaire de l'Extrême-Orient russe.
Au recensement de 1989, 15 000 personnes se déclaraient Tchouktches, mais seulement 74 % avaient le tchouktche pour langue maternelle.
Le nom tchouktche vient de чавчыв [tʃawtʃu], éleveur nomade de rennes.

## Écriture
En 1930 sont créés pour les langues locales des alphabets ayant pour base les caractères latins. Un alphabet cyrillique tchouktche est adopté en 1937. Le digramme ‹ кʼ › est ajouté à l’alphabet pour la consonne occlusive uvulaire sourde [q] dans les années 1940. Dans les années 1950, les digrammes ‹ кʼ › et ‹ нʼ › sont respectivement remplacés par les lettres ‹ қ › et ‹ ң › ; celles-ci étant aussi représenté. Dans les années 1990, la lettre ‹ ԯ › remplace le el ‹ л › pour la consonne fricative latérale alvéolaire sourde [ɬ],. Les formes ‹ ӄ ›, ‹ ԓ ›, ‹ ӈ › sont couramment utilisées pour ses trois lettres.
| А а | Б б | В в | Г г | Д д | Е е | Ё ё | Ж ж | З з | И и |
| Й й | К к | Ӄ ӄ | Л л | Ԓ ԓ | М м | Н н | Ӈ ӈ | О о | П п |
| Р р | С с | Т т | У у | Ф ф | Х х | Ц ц | Ч ч | Ш ш | Щ щ |
| Ъ ъ | Ы ы | Ь ь | Э э | Ю ю | Я я | ʼ   |     |     |     |

## Phonologie
Phonologie du tchouktche parlé en Tchoukotka :

### Voyelles
|         | Antérieure | Centrale | Postérieure |
| ------- | ---------- | -------- | ----------- |
| Fermée  | и [i]      |          | у [u]       |
| Moyenne | э [e]      | ы [ə]    | о [o]       |
| Ouverte |            | а [a]    |             |

### Consonnes
|              | Bilabiales | Alvéolaires | Palatales | Vélaires | Uvulaires | Glottales |
| ------------ | ---------- | ----------- | --------- | -------- | --------- | --------- |
| Occlusives   | п [p]      | т [t]       |           | к [k]    | ӄ [q]     | ' [ʔ]     |
| Nasales      | м [m]      | н [n]       |           | ӈ [ŋ]    |           |           |
| Vibrantes    |            | р [r]       |           |          |           |           |
| Fricatives   |            | с [s]       |           | г [ɣ]    |           |           |
| Semi-voyelle | в [w]      |             | й [j]     |          |           |           |
| liquide      |            | л [l]       |           |          |           |           |